# Alice Day
Alice Day, de son vrai nom Jacquiline Alice Newlin, est une actrice américaine née le 7 novembre 1905 à Colorado Springs (Colorado) et morte le 25 mai 1995 à Orange (Californie).

## Biographie
Alice Day commence sa carrière cinématographique en jouant dans des films de Mack Sennett, comme partenaire d'Harry Langdon.
C'est la sœur cadette de Marceline Day.

## Filmographie
- 1923 : The Temple of Venus de Henry Otto : Peggy
- 1923 : My Pal de Al Herman : Molly
- 1924 : The Cat's Meow de Roy Del Ruth : Ida Downe
- 1924 : His New Mamma de Roy Del Ruth : l'héritière
- 1924 : Off His Trolley de Eddie Cline
- 1924 : Secrets de Frank Borzage : Blanche Carlton
- 1924 : Shanghaied Lovers de Roy Del Ruth : la fiancée du marin
- 1924 : The First 100 Years de Harry Sweet : Mme Newlywed
- 1924 : Flickering Youth d'Erle C. Kenton : Fawn Deering
- 1924 : Romeo and Juliet de Reggie Morris : Betty Baker / Juliet
- 1924 : The Reel Virginian de Edgar Kennedy : Alice Bradford
- 1924 : East of the Water Plug de Frank Martin : Marion Haste
- 1924 : Little Robinson Corkscrew de Ralph Ceder : Susan Starr
- 1924 : Riders of the Purple Cows de Ralph Ceder : Daisy Plunkett
- 1925 : The Beloved Bozo de Eddie Cline :  Betty Tucker
- 1925 : Hotsy Totsy de Alf Goulding : Alice Barnes
- 1925 : The Sea Squawk de Harry J. Edwards : une passagère
- 1925 : A Sweet Pickle d'Arthur Rosson : Molly McCree
- 1925 : Bashful Jim de Eddie Cline : Alice Barnes
- 1925 : The Soapsuds Lady d'Arthur Rosson : Betty Tucker
- 1925 : Tee for Two de Eddie Cline : Sally MacPherson
- 1925 : The Plumber de Eddie Cline : Irene O'Hara
- 1925 : Honeymoon Hardships de Ralph Ceder : la jeune mariée
- 1925 : Cold Turkey de Eddie Cline : la jeune mariée
- 1925 : Love and Kisses de Eddie Cline : Alma Prescott
- 1926 : Hesitating Horses de Eddie Cline : Alice Garrison
- 1926 : Hot Cakes for Two de Alf Goulding : Alice Randall
- 1926 : Kitty from Killarney de Eddie Cline : Kitty O'Neil
- 1926 : Should Husbands Marry? de Eddie Cline : Alice Meeker
- 1926 : Puppy Lovetime de Eddie Cline : Alice Green
- 1926 : Alice Be Good de Eddie Cline : Alice Green
- 1926 : A Love Sundae de Eddie Cline : Alice Higgins
- 1926 : Spanking Breezes de Eddie Cline : Alice Grimes
- 1926 : The Ghost of Folly de Eddie Cline : Alice Brown
- 1926 : The Perils of Petersboro de Earl Rodney : Alice Knight
- 1926 : His New York Wife de Albert Kelley : Lila Lake
- 1926 : GooseLand de Alf Goulding : Alice Decker
- 1926 : Her Actor Friend de Eddie Cline : Alice Bundy
- 1927 : A Dozen Socks de Earl Rodney : Molly Maloney
- 1927 : Night Life (en) de George Archainbaud : Anna
- 1927 : The Gorilla de Alfred Santell : Alice Townsend
- 1927 : Pass the Dumplings de Larry Semon : Alice Hale
- 1927 : See You in Jail de Joseph Henabery : Ruth Morrisey
- 1927 : The Plumber's Daughter de Larry Semon : Alice Fawcett
- 1928 : L'Homme le plus laid du monde (The Way of the Strong) de Frank Capra
- 1928 : Phyllis of the Follies de Ernst Laemmle : Phyllis Sherwood
- 1928 : La Boule blanche (en) (The Smart Set) de Jack Conway : Polly
- 1929 : Is Everybody Happy? de Archie Mayo : Gail Wilson
- 1929 : Times Square de Joseph C. Boyle : Elaine Smith
- 1929 : Drag de Frank Lloyd : Allie Parker
- 1929 : Little Johnny Jones de Mervyn LeRoy : Mary Baker
- 1929 : The Love Racket de William A. Seiter : Grace Pierce
- 1929 : The Show of Shows de John G. Adolfi
- 1929 : L'Homme aux deux visages (Skin Deep) de Ray Enright : Elsa Langdon
- 1929 : Red Hot Speed (en) de Joseph Henabery : Buddy Long
- 1930 : In the Next Room de Eddie Cline : Lorna
- 1930 : The Melody Man de R. William Neill : Elsa
- 1930 : Ladies in Love de Edgar Lewis : Brenda Lascelle
- 1930 : Hot Curves de Norman Taurog : Elaine McGrew
- 1930 : Nuits viennoises (Viennese Nights) d'Alan Crosland : Barbara
- 1931 : The Lady from Nowhere de Richard Thorpe : Marian
- 1932 : Love Bound de Robert F. Hill : Claudia Elliott
- 1932 : La Loi du coup de poing (Two Fisted Law) de D. Ross Lederman : Betty Owen
- 1932 : Gold d'Otto Brower : Marion Sellers
- 1935 : Cheerio!